# Jiru
Jiru era un serf personal de confiança de Gaozu de Han, el fundador de la Dinastia Han de la Xina. Louis Crompton afirma que Jiru va ser el company de llit de Gaozu, o amant homosexual, i que Jiru tenia més accés a l'emperador que els mateixos ministres. Jiru va ser documentat per Sima Qian, el Gran Historiador de la Xina:
| « | Quan van aparèixer els Han, l'Emperador Gaozu, tot i els seus modals grollers i contundents, va ser guanyat pels encants d'un jove anomenat Ji, i l'Emperador Hui tenia un noi favorit anomenat Hong. Ni Ji ni Hong, tenien cap talent especial o habilitat; el dos guanyaren simplement prominència per la seva aparença i gràcia. De sol a sol estaven al costat del governant, i tots els alts ministres estaven obligats a dirigir-se a ells quan desitjaren parlar amb l'emperador. | » |
| — Hinsch, Bret. (1990), Passions of the Cut Sleeve. Premsa de la Universitat de Califòrnia. p. 36-37 | |   |

L'exemple de Gaozu d'elevar oficialment un amant masculí a la part alta de l'administració va tenir continuïtat en nou governants més de la dinastia Han. Aquesta relació es va notar especialment perquè Gaozu era un antic bandoler amb formes tosques, mentre que Ji Ru es considerava elegant.